# Bosmário
Bosmário (em grego: Βοσμάριος) ou Burzemir [III] (em persa médio: Burzmihr) foi um nobre do começo do século V, ativo na região de Gogarena, na fronteira entre a Armênia e a Ibéria.

## Nome
Bosmário (Βοσμάριος) é a forma grega do persa médio Burzemir (Burzmihr; de burz, "exaltado", e Mihr, "Mitra"), "exaltado de Mitra".

## Vida
A existência de Bosmário é atestada numa inscrição presente num prato de prata localizado em Bori, na Geórgia, que afirma que exerceu a função de vitaxa (vice-rei) de Gogarena. Assume-se que possa ser o pai de Pedro, o Ibérico, que segundo a versão siríaca de sua Vida, era filho do "rei da Ibéria" Bosmário. Haja vista a posição elevada dos vitaxas de Gogarena, e por se tratar de uma fonte estrangeira, Cyril Toumanoff concluiu que é fácil de explicar a razão para tal confusão, pois nenhum rei com esse nome governou o Reino da Ibéria. Ambas as fontes não informam a qual dinastia Bosmário pertenceu e Toumanoff propôs incluí-lo na sugerida dinastia guxárida. Christian Settipani, por outro lado, propôs que Bosmário era membro da dinastia mirrânida e deve ter sido filho de Burzemir [II] e sua esposa Osducte, irmã do mefe (rei) Farasmanes IV (r. 383–408).